# Jikiken
EXOS B (Exospheric Satellite B), também denominado de Jikiken, foi um satélite artificial japonês lançado em 16 de setembro de 1978 por meio de um foguete M-3H a partir do Centro Espacial de Kagoshima.

## Características
O EXOS B, ao lado do EXOS A (Kyokko), foi uma contribuição japonesa ao Estudo Magnetosférico Internacional (IMS por sua sigla em inglês). Sua missão foi estudar os mecanismos de interação entre campos e partículas e a turbulência do plasma na ionosfera e magnetosfera terrestre. O satélite tinha forma de poliedro de doze faces, com duas antenas do tipo dipolo, de 103 e 69,6 m de comprimento. Dispunha também de um mastro de 1 m de comprimento em cujo extremo se alojava o magnetômetro. A alimentação elétrica era fornecida por células solares que produziam até 30 watts de potência, com o apoio de uma bateria. A nave era estabilizada por rotação, com uma velocidade inicial de 150 rpm, que baixou a 3 rpm após o implantação das antenas. O controle de atitude realizava-se através de um sensor solar com uma precisão de 0,5 graus. Os dados eram enviados em tempo real, exceto os dados de engenharia do satélite e os dados de plasma, que guardavam uma memória de 10 Kbytes.
O EXOS B deixou de operar em 1985. Entre os resultados científicos obtidos pelo satélite, foi a observação e descoberta do mecanismo de produção das ondas de rádio aurorais de comprimento de onda quilométrica e a formação de ondas de plasma. Além disso, contribuiu para revelar o modo como ondas e partículas interagem na magnetosfera.

## Instrumentos
O EXOS B levava a bordo os seguintes instrumentos:
- Ondas de plasma estimuladas (SPW).
- Ondas de plasma naturais (NPW).
- Propagação Doppler em VLF (DPL).
- Impedância e campo elétrico (IEF).
- Magnetômetro de porta de fluxo (MGF).
- Espectro da energia das partículas (ESP).
- Emissão controladas de feixes de elétrons (CBE).